# Vincent d’Indy
Vincent d’Indy, teljes nevén Paul Marie Théodore Vincent d’Indy (Párizs, 1851. március 27. – Párizs, 1931. december 2.) francia zeneszerző, karmester és számos muzsikust útjára indító tanár.

## Élete
Gróf Vincent d’Indy ardèche-i, közelebbről vivarais-i nemesi családból származott. A d’Indy-ket egy 1778. március 1-i oklevéllel erősítették meg a Dauphiné nemese rangban. Vincent d’Indy 1851. március 27-én született Antonin d’Indy (1822–1904) és Pauline Mathilde Marie de Chabrol-Crussol (1829–1851) gyermekeként, Párizs 7. kerületében, a Rue de Grenelle 45. alatt. Néhány hónappal később édesanyja gyermekágyi láz következtében, alig 21 évesen meghalt. A gyermeket így Résia d’Indy, apai nagyanyja gondjaira bízták.
1856-tól a nagymama zongorázni taníttatta a kis unokát, és nagyon jó tanárokat választott a zenei neveléséhez: Antonin Marmontelt és Louis Diémer-t. 14 éves korától összhangzattant tanult Albert Lavignac-nál. A porosz–francia háború idején, 19 évesen besorozták a Nemzeti Gárdába, de amint a viszály megszűnt, visszatért a zenei tanulmányokhoz. A Párizsi Konzervatórium növendéke lett César Franck tanítványaként. Neves tanár és zenetudós vált belőle: kiadott egy alapművet Cours de Composition Musicale (A zeneszerzés tankönyve) címmel (1912), és megírta több zeneszerző (Beethoven, César Franck, Wagner) életrajzát is.
Korának kiemelkedő zeneművészeként ő alapította meg, Charles Bordes és Alexandre Guilmant társaságában a híres párizsi Schola Cantorumot, 1894-ben. Az eredetileg egyházi zene tanítására létrehozott intézmény olyan színvonalas felsőoktatási hellyé vált, hogy vetekedett a legjobbal, a Párizsi Konzervatóriummal. Növendékei közé tartozott Leevi Madetoja, Erik Satie, Déodat de Séverac, Isaac Albéniz, Adrien Rougier, René de Castéra, Joseph Canteloube (ő írta meg később d’Indy életrajzát), Guy de Lioncourt, Albert Roussel, Paul Le Flem, Arthur Honegger, Cole Porter, Amédée Borsari, Armande de Polignac, Edgar Varèse, Blanche Selva, Darius Milhaud, Antoine Mariotte és Albert Dupuis, az első diák, aki elnyerte a Római Díjat.
1875-ben feleségül vette Isabelle de Pampelonne-t, német unokatestvérét.

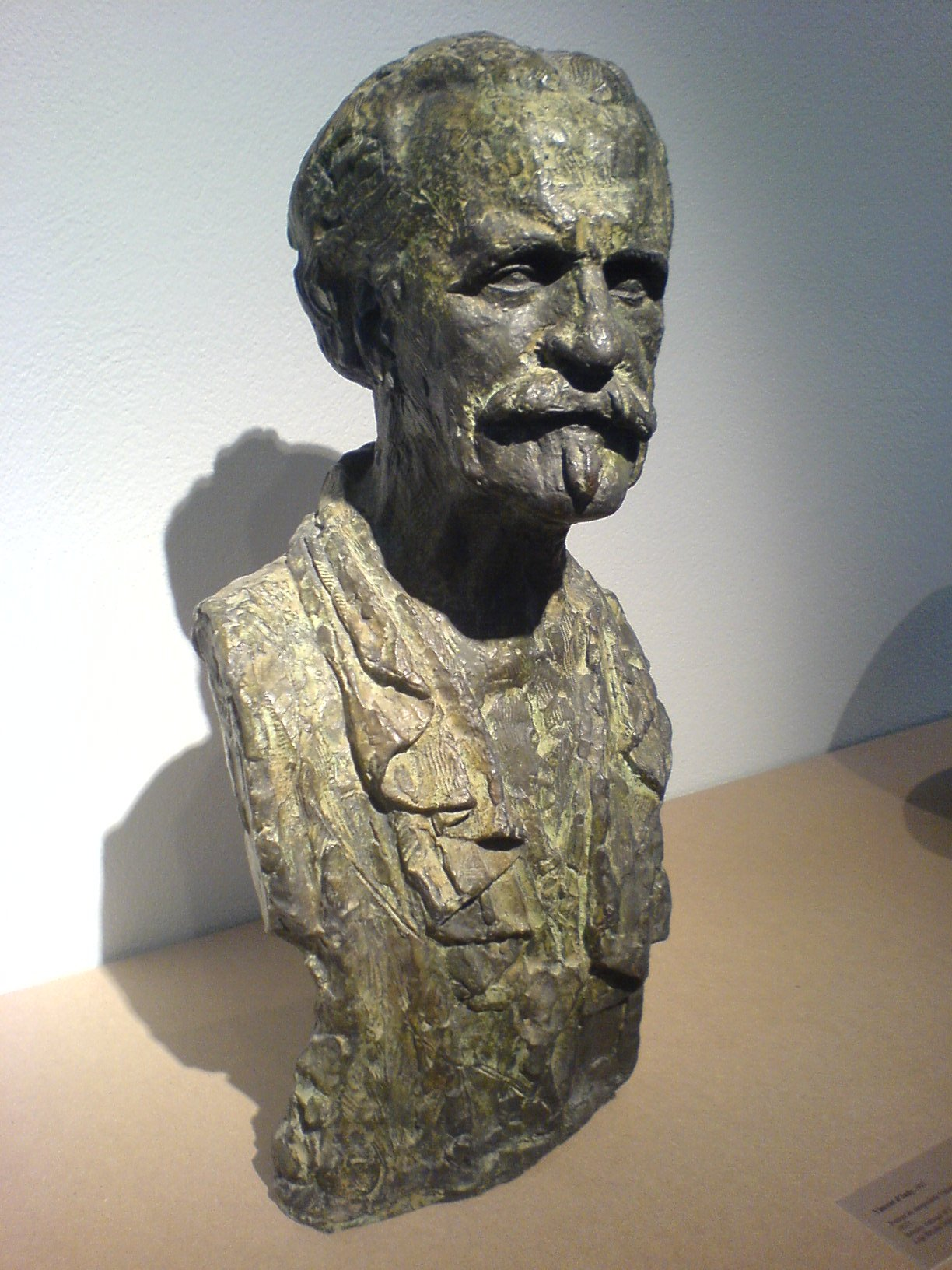
Vincent d’Indy mellszobra, Antoine Bourdelle alkotása

Az Ars gallica mottóval létrehozott Société nationale de musique (Nemzeti Zenei Társaság) égisze alatt ő volt a motorja a Jeune École française de musique (Ifjú Francia Zenei Iskola) megalakításának. Vincent d’Indy komoly nevet szerzett a társaságban végzett munkájával, de még inkább a Le Chant de la Cloche (A harang éneke, 1884), majd a Symphonie sur un chant montagnard français (Szimfónia egy francia hegyvidéki dal témájára, 1886) című kompozícióival; ez utóbbi a korszak legnagyszerűbb szimfonikus művei közé tartozik. A Dreyfus-ügy hatására elkötelezte magát a Ligue de la patrie française (Francia Haza Ligája) mellett. Antiszemitizmusa azonban nem akadályozta meg abban, hogy zsidó tanítványokat fogadjon a Schola Cantorumba (mint például Roland-Manuel), vagy hogy kiadja Salomone Rossi műveit. Viszont a La Légende de Saint-Christophe (Szent Kristóf legendája), amely szimbolista lírai drámának tekinthető, ellenséges nézeteket tartalmaz a zsidósággal, a szabadkőművességgel illetve a forradalmi szocializmussal szemben (a célzások különösen figyelemre méltóak voltak 1920-ban, amikor a művet bemutatták). Mi több, d’Indy azt állította, hogy a zsidók nem rendelkezhetnek a zenei invenció képességével, akik, szerinte, legfeljebb imitálhatják azt – mint azt később Ernest Ansermet összegezte. Zenei gondolkodásának esszenciája leginkább A zeneszerzés tankönyve című munkájából olvasható ki. Ez a mű muzsikusok generációit formálta és a zenei nyelv történetének igazán eredeti koncepciójaként értékelhető.
A „harmónia” híveként nemigen tudta elfogadni Bartók Béla, Gustav Mahler vagy Arnold Schönberg esztétikáját. Mégis, d’Indy a francia zene tartós hatású újítójának bizonyult: utolsó alkotó periódusának („période d’Agay”) kompozíciói elismerésre méltó újító képességekről tanúskodnak, amit a korabeli kritikusok egyöntetűen üdvözöltek. A debussysták és a d’indysták szembenállása ellenére, d’Indy éppen Debussy műveinek előadásával vált ismertté külföldön, mint karmester. Debussy Pelléas és Mélisande-ját (1902) igen fontos műnek értékelte, pedig akkoriban a kritika általában tartózkodó vagy éppen ellenséges volt. Bátorította a fiatal Arthur Honeggert, akit a Párizsi Konzervatóriumban a karmester szakon tanított.
Fontos szerepe volt a régi korok zenéjének és a barokk szerzők műveinek restaurálásában is (Palestrina, Monteverdi, Corelli, Destouches, Bach, Gluck). A Schola Cantorum „Historikus koncert”jein (amelyek vonzották a párizsi művészi elit tagjait, Léon Bloy-tól Debussyig) számos olyan régi mű került napvilágra, amelyet aztán soha többé nem adtak elő. Wanda Landowska is ebben az időben alapította az École de Musique Ancienne-t (1925-1927), ahol csembalót oktatott. Tudósként és pedagógusként is a zene historikus megközelítését hangsúlyozta, akárcsak Schola-beli tudós kollégái, Amédée Gastoué (gregorián ének) és Maurice Emmanuel (görög zene).
Vincent d’Indy művészete széles körben ismertté vált Svájcban, Oroszországban és az Egyesült Államokban, elsősorban utazásai, hangversenyei, zenetudományi cikkei és kritikái révén. Hangszerelési tehetségének csodálója, Claude Debussy méltatta „Vincent d’Indy békés merészségét, amely túlmutat önmagán”.

## Utazásai

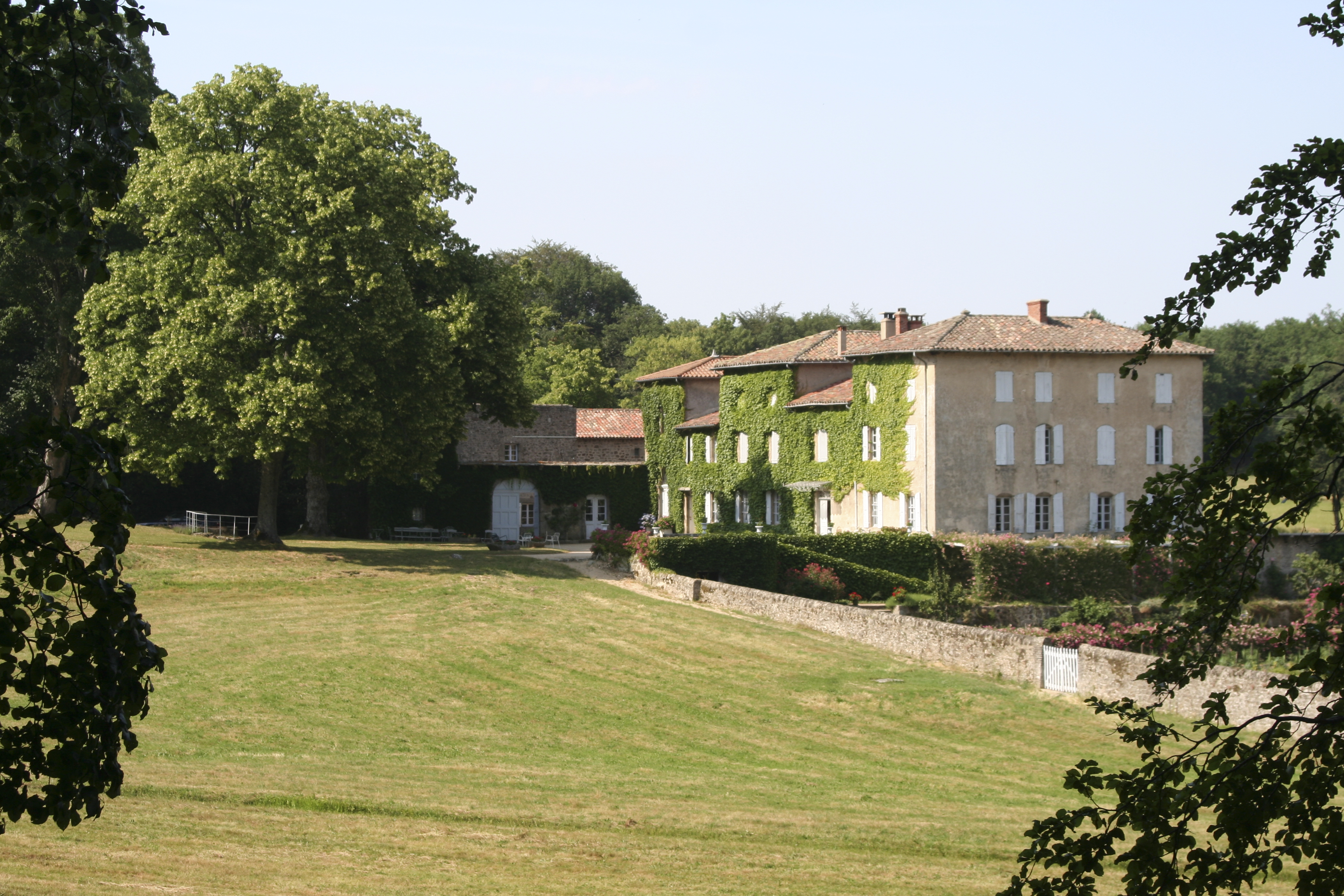
La Ferme Chabret

Vincent d’Indyt gyermekkorától kezdve a nyári szünidőkben minden évben elvitték a Chabret à Boffres-ban lévő családi birtokra (Ardèche, Massif Central), 50 km-re Valence-tól (Drôme. Annyira élvezte ezeket a nyarakat, hogy évekkel később a közelben építtette fel kastélyát (château des Faugs).
A d’Indy-birtok az Alpok szomszédságában volt, következésképpen Svájchoz is közel, így a fiatal Vincent-ban hamar ébredt fel a kíváncsiság az ország iránt. Hagyatékában találtak is egy humoros vázlatot („Svájc”), amelyet Vincent d’Indy 1862-ben, 11 évesen készített, egy rajzkollekcióban (25. oldal), amelyet a Faugs kastélyban őriznek. A kastélyt egyébként maga a komponista tervezte, tágas családi otthonként a szünidő és a pihenés idejére (nemrégiben restaurálta egy Jean-Christian Cheze nevű építész). A kastély 1890-től (az építkezés befejeztétől) 1917-ig volt kedvenc tartózkodási helyük, míg d’Indy bele nem szeretett a mediterráneumba és Saint-Raphaël városába.

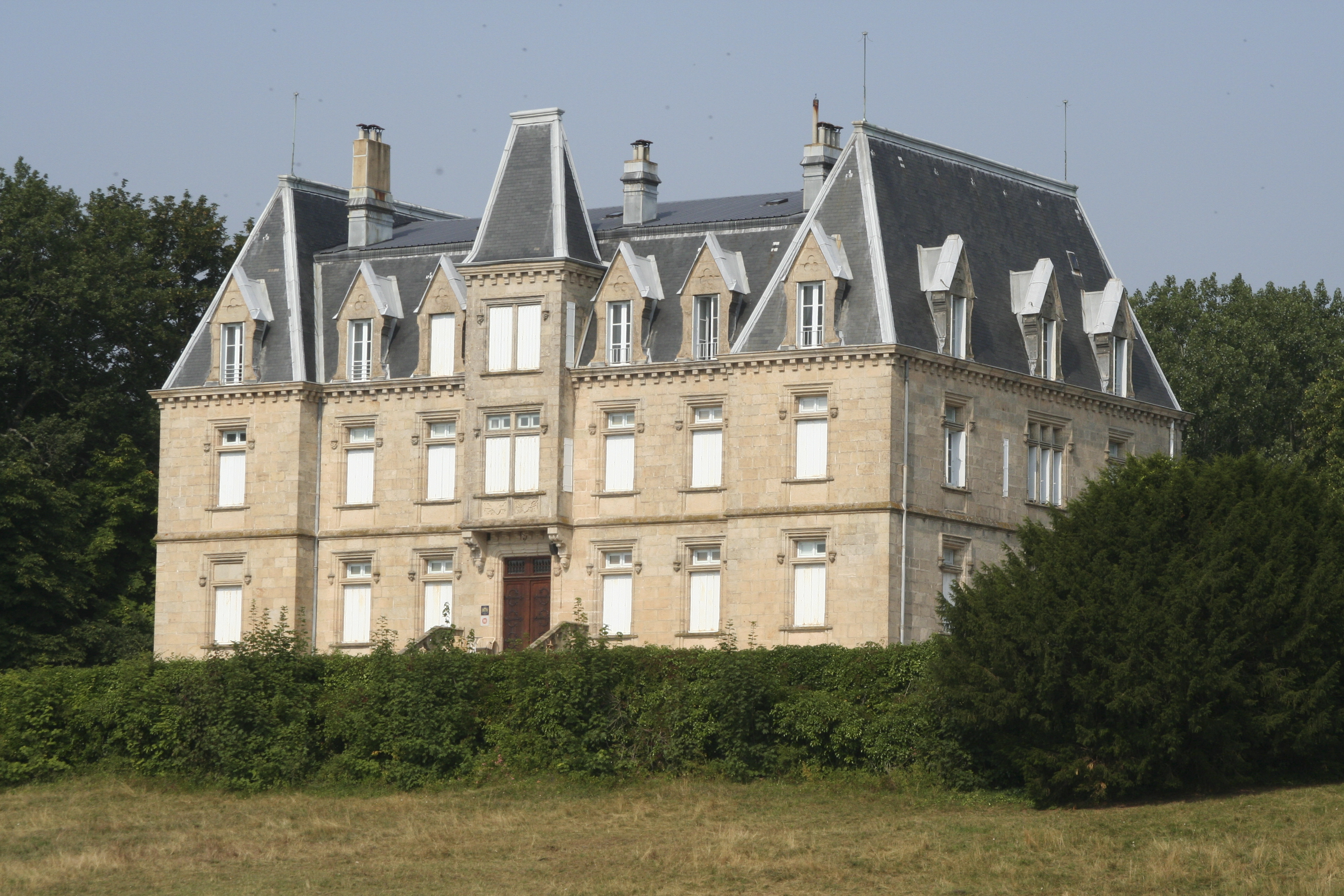
Le Château des Faugs

A zeneszerző gyakran utazott Svájcba: gyakran csak a kirándulás kedvéért, máskor zenekari turnékra, vagy csupán a barátait meglátogatni. Svájc szinte soha nem volt utazásainak végcélja, inkább afféle „praktikus kerülőút” számos itáliai, németországi vagy a keleti országokba irányuló útja során (ne feledjük, hogy d’Indy kedvelte Wagner zenéjét és a Nibelung tetralógiát, és így személyesen találkozott Brahmsszal, Liszttel illetve Wagnerrel).
1879-ben Bázelbe utazott, hogy láthassa az ifjabb Hans Holbein és Rembrandt festményeit. Az „igazi” svájci út azonban 1880-ban valósult meg, felesége társaságában. A svájci tartózkodás azonban ekkor is nagyon rövid volt, mivel csupán ürügyként szolgált az igazi úti cél, Németország (Nürnberg, München…) illetve Ausztria (Bécs…) számára.
1884 augusztusában több módja volt Svájc felfedezésére. Néhány hetes ardèche-i pihenés után átgyalogolt Svájcba (majd Németországba is). Ott aztán zenei ötletek fogantak meg benne, akvarelleket festett és sétákat tett a természetben.
1896-ban több hangversenyt vezényelt Montreux-ben. 1902-től kezdődően viszont valóban megismerte Svájcot, amit bizonyít az a levél, melyet Auguste Sérieyx-nek írt augusztus 23-án, Boffres-ban, a Faugs kastélyban. A komponista beszámol genfi utazásáról, arról, hogy csodálja a Mont Blanc-t, de méltatlankodik a vásári zene, a csalások és a „tiszta piszok” miatt.
Ezt az utazást több másik követte. 1911 nyarán (Franciaországban július-augusztus a nagy nyári iskolai vakáció ideje, emiatt e két hónap a legmegfelelőbb az utazásra) Svájc ismét vonzóvá vált a virágzó természet révén. D’Indy így írta le zenei benyomásait a vízről: „A zuhatag csak egy szűkített kvint; sokáig figyeltem; a tenger, ő az oktáv.”

## Művészete
A Cours de Composition Musicalet, melyen d’Indy 1903-1905 között dolgozott, Genfi Zenei Konzervatórium könyvtárában őrzik. Henri Gagnebin, aki ennek a konzervatóriumnak volt az igazgatója 1925 és 1957 között, valamikor maga is a Schola Cantorumban növendéke volt; mindvégig hű maradt d’Indyhez és sokat tett műveinek elismertetéséért.
D’Indy egyik első műve, melyet 1869 és 1872 között komponált, egy a-moll szimfónia volt Olasz szimfónia melléknévvel, ugyanis megírását egy akkoriban tett olaszországi utazása inspirálta. A mű mindegyik tétele egy-egy város nevét viseli: Róma az impozáns első tétel, Firenze a scherzo, Velence a lassú tétel és Nápoly a finálé. Ez az opusszám nélküli kompozíció már a mesteri hangszerelés jegyeit mutatja. A szimfóniát minden bizonnyal Mendelssohn 4. szimfóniája ihlette (A-dúr/a-moll hangnem, ugyanaz a melléknév, saltarello tánc a fináléban…)
A Le Chant de la cloche (A harang éneke), opus 18. (prológussal, hét képben, 1879-1883), drámai legenda, melyet Friedrich Schiller balladája inspirált. D’Indy azonban — aki Robert de Bonnières-rel teljesen átírta a költeményt — egy észak-svájci „szabad” városba helyezi át a történetet, a 14. század végére és a 15. század elejére.
E mű írása közben, kikapcsolódásként, írt három keringőt zongorára (op. 17, 1882), melynek együttesen a Helvetia címet adta, őszinte vallomásként Svájc iránt. A keringők akkori svájci élményeit szólaltatják meg, Bayreuthból hazafelé vezető utazásából. A kompozíció a Hamelle kiadónál jelent meg, 1884-ben. A keringők dal formában íródtak, és egy-egy német-svájci vidék nevét viselik. Az első keringő, melynek címe: Aarau, Gabriel Fauré fesztelen bájára emlékeztet, az ajánlás is neki szól. Szinkópált ritmusa és több variációja is a ringatózás érzetét kelti. Az André Messager-nak dedikált második keringő, melynek címe: Schinznach, kevésbé kifinomult dallamkontúrral szólal meg, de szintén bájos hangnemi környezetben, melyet az ismétlődő fő motívum színesít. Végül a Laufenburg című harmadik keringő, melyet hajdani zongoratanárának, Louis Diémer-nek ajánlott, érzékeny, gyengéd és hajlékony kompozíció.

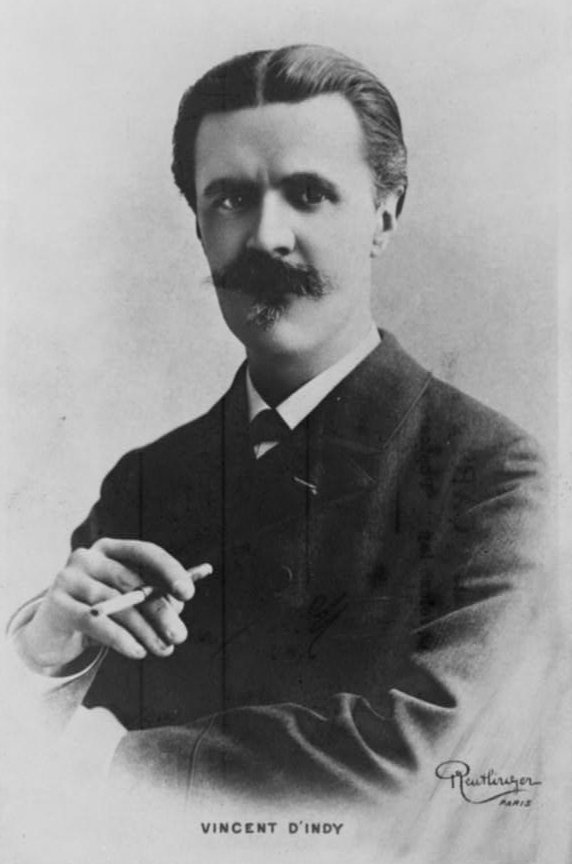
Vincent d’Indy, 1890 körül

Híres műve a Fervaal (op. 40, 1881-1895) című zenés játék három részben, prológussal, a szerző saját librettójára, Esaias Tegnér svéd költőnek a kelta vezérről írt költeménye alapján (az A. Durand et Fils kiadó jelentette meg). Egységes kompozíció, melynek vázlatai Svájcban készültek, bemutatója pedig a brüsszeli Théâtre de la Monnaie-ben volt, 1892. március 12-én.
1897. március 15-i a La Gazette musicale de la Suisse romande-ban megjelent cikkében Anthony Dubois nagyon hízelgően ír: „Ez a legszebb dráma, melyet Franciaországban valaha írtak, híján minden megkötöttségnek és mégis – vessenek bár követ rám eretnekségemért – ez a legnagyszerűbb lírai alkotás, a legbékésebb ékesszólással és kifejezésmóddal, a legszabadabb formában és a legmélyebb gondolatokkal, melyet ezidáig írtak. Már hallom a titkos szitkok moraját: Wagnert, magát a halhatatlan Wagnert haladta meg, talán nem, de elérte, kiegészített és talán betetőzte ez a mű, mivel d’Indy képes volt kiigazítani egy filozófiai gondolatot, amely nem volt mindig megfellebbezhetetlen igazság.” És így összegzi a briliáns szépségről mondottakat: „Erőteljes, tehetséges, eredeti. Egy fiatal géniusz, akin a zenei világnak rajta kell tartania a szemét. Ő a folytatója és továbbfejlesztője Wagner művének, és számíthatunk rá, hogy tehetsége túllép mai művészetünk határain.”
Ugyanazon a napon a genfi le Courrier hasábjain egy névtelen, G. jelű szerző ezt írja: „(…) egyértelműen egy ifjú mester szép és erőteljes tehetségével állunk szemben, akibe a francia iskola a legszebb reményeit helyezte.” A stílusbeli újításokról pedig ezt mondja: „Nincs hát semmi okunk, hogy ne ünnepeljük az új eszmék sugárzó és ragyogó győzelmét. Élvezzük azok minden értékét, míg csak ki nem elégítik az ismeretlen utáni csillapíthatatlan vágyakozásunkat.”
Másik nem kevésbé neves színpadi játéka, a L’Étranger (Az idegen, op.53 1898-1901, A. Durand et Fils kiadó) szintén magára vonta a svájci zenetudósok figyelmét. Ismét csak a Courrier de Genève és a Gazette musicale de la Suisse romande foglalkozott az új zenedrámával.
A természetet megjelenítő szimfóniái közül a legismertebb a Symphonie sur un chant montagnard français, melyet Cévenole szimfóniának is neveznek, op. 25 (1886, Hamelle kiadó), három tételben, zongorára és zenekarra (de nem versenymű!), erre is a svájci kritikusok figyeltek föl. Példaképpen: a Lamoureux zenekar előadásának francia sikeréről a Journal de Genève 1931. február 1-i száma közölt recenziót.
Hasonló volt a helyzet a No.2 B-dúr szimfóniával (op. 57 1902-1903, A. Durand et Fils kiadó) is, amit maga a szerző vezényelt Barcelonában a Pablo Casals zenekar élén, 1930-ban. A kritika ismét csak a Journal de Genève-ben jelent meg, 1930. november 1-én.
1920. november 17-én H. Lichtenberger, párizsi egyetemi professzor tartott nyilvános előadást a Salle du Bierhübeli-ben (Société d’études françaises de Bern), a Légende de Saint-Christophe-ról (Szent Kristóf legendája, op. 67, lírai dráma három felvonásban, 8 képben, a szerző librettójára, 1908-1915, Rouart-Lerolle kiadó).
Még meglepőbb, hogy a Veronica op. 76 egy fiatal svájci írónak, Charles Gos-nak köszönhetően jött létre. 1913 tavaszán ez az író meglátogatta a komponistát és átadta neki ötfelvonásos alpesi drámáját, ami elbűvölte d’Indyt. 1914 nyarától 1920. szeptember 15-ig dolgozott rajta, de ezt a fuvolára, oboára, klarinétra, fagottra, két kürte és vonós kvintettre írt kísérőzenét soha nem adták elő és nem is adták ki.
A D-dúr szonátát (Sonate en Ré majeur, op. 84, 1924-1925, Rouart-Lerolle kiadó) 1926. március 5-én mutatta be Edwige Bergeron (cselló) és Vincent d’Indy (zongora), a párizsi Salle des Agriculteurs-ben. Ez a bemutató vonta magára a Gazette de Lausanne kritikusának figyelmét. A 1926. július 25-i számban dicséri a mű falusi báját, érzelmi gazdagságát és technikai könnyedségét.
Ugyanez a cikk ír a koncerten elhangzott Thème varié, fugue et chanson-ról, op. 85 (Téma variációkkal, fúgával és dallal, 1925., Rouart-Lerolle kiadó). A darab szóló zongorára íródott, Blanche Selva-nak ajánlva.
1928. január 17-én a Gazette de Lausanne közölt összefoglalót Vincent d’Indy előadásáról, mely Beethovenről és szonátáiról szólt, január 13-án a Maison du peuple-ben. A kritikus csalódott, sőt zavarodott volt d’Indyt illetően.
1930. október 1-én Charles Chaix írt d’Indy utolsó műveiről a Journal de Genève-ben.

## Emlékezete
Erik Satie így méltatta: „Mindig rossz tanuló voltam – egy szamár. De el kell mondanom, hogy d’Indyvel sokat dolgoztam, és hogy a legjobb emlékeket őrzöm arról a hét évről, amit vele töltöttem, oly jó és oly egyszerű.”
1931. december 4-én számtalan cikk foglalkozott Vincent d’Indy (december 2-i) halálával, így a Gazette de Lausanne és Journal de Genève is. December 5-én Henri Gagnebin, a Journal de Genève-ben így összegez: „És most a fáradhatatlan utazó pihenni tér…”.
Végül, 1933 január 29-én a Gazette de Lausanne beszámolt Vincent d’Indy magánkönyvtárának aukciójáról, amelyre a párizsi Hôtel Drouot-ban került sor, január 20-án.
Az ardèche-i Privas-ban egy főiskola viseli a nevét: „Lycée Vincent d’Indy”. Kanadában a montréali École de musique Vincent-d’Indy-t nevezték el róla.

## Főbb művei
Műveinek teljes jegyzéke az angol Wikipédián. Hozzáférés: 2014-01-28.
Zenekari művek
- Diptyque méditerranéen (Mediterrán diptichon), zenekarra
- Istar, variations symphoniques (Istár, szimfonikus változatok), zenekarra[7]
- Jour d'été sur la montagne (Nyári nap a hegyen)[8]
- La forêt enchantée (Az elvarázsolt erdő)
- Poème des rivages (Tengerparti költemény),[9] zenekarra
- Saugefleurie (Zsályák)
- Souvenirs (Emlékek), első felesége halálára.
- Wallenstein (Wallenstein), szimfonikus trilógia[10]
- Concerto pour piano, flûte et cordes (Versenymű zongorára, fuvolára és vonósokra)
- Symphonie en la mineur « italienne » (A-moll „olasz” szimfónia)[11]
- Symphonie nº 2 (2. szimfónia)
- Symphonie nº 3 (3. szimfónia)
- Symphonie sur un chant montagnard français – „cévenole”, (Szimfónia egy francia hegyvidéki dal témájára, 1886)

Kamaraművek
- Helvetia, (Helvetia), három keringő zongorára
- Quatuor à cordes nº 1 (1. vonósnégyes)
- Quatuor à cordes nº 2 (2. vonósnégyes)
- Quatuor à cordes nº 3 (3. vonósnégyes)
- Quatuor avec piano (Zongoranégyes)
- Quintette avec piano (Zongoraötös)[12]
- Sextuor (Szextett)
- Sonate pour piano (Zongoraszonáta)
- Sonate pour piano et violon (Hegedű-zongora szonáta)
- Sonate pour violoncelle (Csellószonáta)
- Suite en ré dans le style ancien, 2 fuvolára, trombitára és vonósnégyesre
- Trio avec piano (Zongorás trió)
- Trio pour clarinette, violoncelle et piano (Trió klarinétra, csellóra és zongorára)

Vokális művek
- Le Chant de la cloche (A harang éneke), dalok és meghangszerelt népdalok

Zongoraművek
- Le Poème des montagnes (A hegyek költeménye), három részben, prológussal és epilógussal[13]
- Sonate en mi (E-dúr szonáta)
- Tableaux de voyage (Úti képek)[14]

Operák
- Attendez-moi sous l'orme (Várj rám a szilfa alatt)
- Le Rêve de Cinyras (Kinürasz[15] álma)
- Fervaal (Fervaal, 1897), opera három felvonásban.
- L'Étranger (Az idegen, 1903)
- La Légende de Saint-Christophe (Szent Kristóf legendája, 1920)

## Fontos felvételek
- Symphonies n° 1 & 2, Aldo Ciccolini, Orchestre national du Capitole de Toulouse karmester: Michel Plasson, illetve Orchestre de Paris, karmester: Serge Baudo.
- Poème des montagnes op.15; Tableaux de voyage op.3; Thème varié, fugue et chanson op.83 (CD), Michael Schäfer, zongora. 2005. Genuin Musikproduktion, 2007, GEN87083.
- Petite Sonate (dans la forme classique) op.9; Sonate en mi op.63; Fantaisie sur un vieil air de Ronde française op.99 (CD), Michael Schäfer, zongora, 2005. ill. 2007. Genuin Musikproduktion, 2007, GEN87101.
- Lied csellóra/brácsára és zenekarra, Op. 19, Julian Lloyd Webber (cselló) és az English Chamber Orchestra, karmester: Yan Pascal Tortelier, 1991.

## Írásai
- Vincent D’Indy (Cahiers de mémoire d'Ardèche et Temps présent – 1997).
- Vincent d’Indy : Ma Vie. Correspondance et journal de jeunesse présentés par Marie d’Indy. Seguiers, 2001

## Fordítás
Ez a szócikk részben vagy egészben  a   Vincent d'Indy című francia Wikipédia-szócikk ezen változatának fordításán alapul.  Az eredeti cikk szerkesztőit annak laptörténete sorolja fel. Ez a jelzés csupán a megfogalmazás eredetét és a szerzői jogokat jelzi, nem szolgál a cikkben szereplő információk forrásmegjelöléseként.